# Ajla Tomljanović
Ajla Tomljanović (Zagreb, Croàcia, 7 de maig de 1993) és una tennista professional australiana d'origen croat. Va competir sota bandera croata fins a l'any 2014, quan va obtenir la residència permanent a Austràlia, llavors podia competir els torneigs de Grand Slam com a australiana mentre que la resta del circuit WTA encara com a croata, i finalment, el 2018 va obtenir la nacionalitat australiana que li va permetre representar aquest país en tots els torneigs.

## Biografia
Filla de Ratko Tomljanović i Emina, d'origen croat i bosni respectivament. El seu pare fou campió europeu d'handbol els anys 1992 i 1993. Va créixer a Zagreb amb la seva germana més gran Hana, i va començar a jugar a tennis amb sis anys.
Va adquirir la residència permanent a Austràlia l'any 2014 i la nacionalitat australiana el 2018. Resideix a la ciutat australiana de Brisbane.
Va mantenir una relació sentimental amb el tennista australià Nick Kyrgios fins al 2017, des de 2019 amb el tennista italià Matteo Berrettini.

## Palmarès

### Individual: 5 (0−5)
| 2009 − 2020             | Després de 2021 |
| ----------------------- | --------------- |
| Grand Slam (0−0)        |                 |
| WTA Finals (0−0)        |                 |
| Premier Mandatory (0−0) | WTA 1000 (0−0)  |
| Premier 5 (0−0)         | WTA 1000 (0−0)  |
| Premier (0−0)           | WTA 500 (0−0)   |
| International (0−4)     | WTA 250 (0−1)   |

| Títols per superfície |
| --------------------- |
| Dura (0−3)            |
| Gespa (0−1)           |
| Terra batuda (0−1)    |

| Resultat  | Núm. | Data                   | Torneig                | Superfície   | Oponent            | Marcador         |
| --------- | ---- | ---------------------- | ---------------------- | ------------ | ------------------ | ---------------- |
| Finalista | 1.   | 15 de febrer de 2015   | Pattaya, Tailàndia     | Dura         | Daniela Hantuchová | 6−3, 3−6, 4−6    |
| Finalista | 2.   | 5 de maig de 2018      | Rabat, Marroc          | Terra batuda | Elise Mertens      | 2−6, 6−7(4)      |
| Finalista | 3.   | 23 de setembre de 2018 | Seül, Corea del Sud    | Dura         | Kiki Bertens       | 6−7(2), 6−4, 2−6 |
| Finalista | 4.   | 3 de febrer de 2019    | Hua Hin, Tailàndia     | Dura         | Daiana Iastremska  | 2−6, 6−2, 6−7(3) |
| Finalista | 5.   | 23 de juny de 2024     | Birmingham, Regne Unit | Gespa        | Yulia Putintseva   | 1−6, 6−7(8)      |

### Equips: 2 (0−2)
| Resultat  | Núm. | Data                      | Torneig                                   | Superfície | Equip                                                     | Oponents                                                                        | Marcador |
| --------- | ---- | ------------------------- | ----------------------------------------- | ---------- | --------------------------------------------------------- | ------------------------------------------------------------------------------- | -------- |
| Finalista | 1.   | 10−11 de novembre de 2019 | Copa Federació, Perth, Austràlia          | Dura       | Ashleigh Barty Priscilla Hon Astra Sharma Samantha Stosur | Alizé Cornet Fiona Ferro Caroline Garcia Kristina Mladenovic Pauline Parmentier | 2−3      |
| Finalista | 2.   | 13 de novembre de 2022    | Billie Jean King Cup, Glasgow, Regne Unit | Dura (i)   | Priscilla Hon Ellen Perez Storm Sanders Samantha Stosur   | Belinda Bencic Viktorija Golubic Jil Teichmann Simona Waltert                   | 0−2      |

## Trajectòria

### Individual
| | Croàcia     | Croàcia     | Croàcia     | Croàcia | Croàcia     | Austràlia   | Austràlia   | Austràlia | Austràlia   | Austràlia   | Austràlia   | Austràlia   | Austràlia | Austràlia | Austràlia | Austràlia |           |           |
| Torneig | 2009        | 2010        | 2011        | 2012    | 2013        | 2014        | 2015        | 2016      | 2017        | 2018        | 2019        | 2020        | 2021      | 2022      | 2023      | 2024      | Títols    | V – D     |
| Open d'Austràlia | A           | A           | Q2          | A       | A           | 2R          | 2R          | 1R        | A           | 1R          | 1R          | 2R          | 2R        | 1R        | A         | 2R        | 0 / 9     | 5 – 9     |
| Roland Garros | A           | Q1          | Q1          | Q1      | Q1          | 4R          | 2R          | A         | 1R          | 1R          | 1R          | 1R          | 2R        | 2R        | A         | 1R        | 0 / 9     | 6 – 9     |
| Wimbledon | A           | Q3          | Q1          | Q1      | 1R          | 1R          | 2R          | A         | A           | 1R          | 2R          | NC          | QF        | QF        | A         |           | 0 / 7     | 10 – 7    |
| US Open | A           | Q2          | Q2          | A       | 2R          | 1R          | 1R          | A         | 2R          | 2R          | 2R          | 1R          | 3R        | QF        | 2R        |           | 0 / 10    | 11 – 10   |
| Jocs Olímpics | No celebrat | No celebrat | No celebrat | A       | No celebrat | No celebrat | No celebrat | A         | No celebrat | No celebrat | No celebrat | No celebrat | 2R        | NC        | NC        |           | 0 / 1     | 1 – 1     |
| Total Victòries−Derrotes | 0−1         | 1−3         | 1−5         | 0−1     | 7−7         | 17−20       | 18−21       | 0−2       | 5−9         | 22−19       | 27−29       | 5−11        | 25−23     | 30−26     | 1−2       |           | 162 – 184 | 162 – 184 |
| Rànquing a final d'any | 353         | 157         | 145         | 453     | 78          | 63          | 66          | 930       | 151         | 43          | 51          | 68          | 45        | 33        | –         |           |           |           |
| Llegenda: G: Guanyadora; F: Finalista; SF: Semifinalista; QF: Quarts de final; Q: Qualificació; A: Absent; RR: Round Robin; |             |             |             |         |             |             |             |           |             |             |             |             |           |           |           |           |           |           |

### Dobles femenins
| Open d'Austràlia | A   | QF | 2R | 2R  | A   | 1R  | 1R  | 1R  | 1R | A  |  | 2R | 0 / 8 | 6 – 8 |
| Roland Garros | A   | 1R | 1R | A   | 2R  | 1R  | 1R  | 2R  | 2R | 3R |  |    | 0 / 8 | 5 – 8 |
| Wimbledon | A   | 1R | 3R | A   | A   | 1R  | 2R  | NC  | 1R | 1R |  |    | 0 / 6 | 3 – 6 |
| US Open | A   | 3R | 1R | A   | 1R  | 3R  | 2R  | A   | 2R | 1R |  |    | 0 / 7 | 6 – 7 |
| Rànquing a final d'any | 299 | 48 | 92 | 382 | 370 | 140 | 159 | 127 |    |    |  |    |       |       |
| Llegenda: G: Guanyadora; F: Finalista; SF: Semifinalista; QF: Quarts de final; Q: Qualificació; A: Absent; RR: Round Robin; |     |    |    |     |     |     |     |     |    |    |  |    |       |       |